# Yekaterina Fesenko
Yekaterina Fesenko-Grun (em russo: Екатерина Фесенко-Грунь), (Krasnodar, RSFS da Rússia, 10 de agosto de 1958), é uma antiga atleta russa que competiu na década de 1980 pela União Soviética, em corridas de 400 metros com barreiras. Foi a primeira campeã mundial desta prova, depois de ganhar a final da 1ª edição dos Campeonatos Mundiais de Atletismo, disputados em Helsínquia em agosto de 1983.

## Melhores marcas pessoais
- 400 metros com barreiras - 54.14 s (1983)
- 400 metros rasos - 52.26 s (1980)